# Tiro com arco nos Jogos Olímpicos de Verão de 1984 - Individual feminino
A prova individual feminina do tiro com arco nos Jogos Olímpicos de Verão de 1984 de 27 a 30 de julho daquele ano no El Dorado Regional Park, em Long Beach. O evento consistiu em uma rodada dupla FITA. Para cada rodada, o arqueiro disparou 36 flechas em cada uma das quatro distâncias – 70, 60, 50 e 30 metros. A pontuação mais alta para cada flecha foi de 10 pontos, dando um máximo possível de 2.880 pontos. Sete dos oito melhores arqueiros eram de nações que estiveram ausentes dos Jogos Olímpicos de Verão de 1980.

## Recordes
Os seguintes novos recordes olímpicos foram estabelecidos durante esta competição.
| Recorde      | Rodada    | Nome           | Nação             | Pontuação | OR |
| ------------ | --------- | -------------- | ----------------- | --------- | -- |
| Rodada única | Segundo   | Seo Hyang-soon | KOR Coreia do Sul | 1293      | OR |
| Rodada dupla | Combinado | Seo Hyang-soon | KOR Coreia do Sul | 2568      | OR |

## Medalhistas
A campeã foi a sul-coreana Seo Hyang-soon, enquanto Li Lingjuan, da China, e Kim Jin-ho, também da Coreia do Sul, completaram o pódio com o segundo e terceiro lugar.
| Ouro   | KOR Seo Hyang-soon |
| Prata  | CHN Li Lingjuan    |
| Bronze | KOR Kim Jin-ho     |

## Resultados
| Pos. | Arqueira                 | País                   | Rodada 1 Pts | Parcial | Rodada 2 Pts | Parcial | Total     |
| 1    | Seo Hyang-Soon           | KOR Coreia do Sul      | 1275         | 3       | 1293 (RO)    | 1       | 2568 (RO) |
| 2    | Li Lingiuan              | CHN China              | 1279         | 1       | 1280         | 2       | 2559      |
| 3    | Kim Jin-Ho               | KOR Coreia do Sul      | 1276         | 2       | 1279         | 3       | 2555      |
| 4    | Hiroko Ishizu            | JPN Japão              | 1263         | 6       | 1261         | 4       | 2524      |
| 5    | Paivi Meriluoto          | FIN Finlândia          | 1259         | 8       | 1250         | 8       | 2509      |
| 6    | Manuela Dachner          | FRG Alemanha Ocidental | 1260         | 7       | 1248         | 9       | 2508      |
| 7    | Katrina King             | USA Estados Unidos     | 1265         | 4       | 1243         | 11      | 2508      |
| 8    | Wu Yanan                 | CHN China              | 1240         | 12      | 1253         | 7       | 2493      |
| 9    | Aurora Breton            | MEX México             | 1264         | 5       | 1217         | 19      | 2481      |
| 10   | Minako Hokari            | JPN Japão              | 1241         | 11      | 1240         | 13      | 2481      |
| 11   | Doris Haas               | FRG Alemanha Ocidental | 1239         | 13      | 1241         | 12      | 2480      |
| 12   | Ruth Rowe                | USA Estados Unidos     | 1223         | 18      | 1254         | 6       | 2477      |
| 13   | Ursula Hess              | SUI Suíça              | 1246         | 10      | 1227         | 16      | 2473      |
| 14   | Liselotte Andersson      | SWE Suécia             | 1251         | 9       | 1217         | 20      | 2468      |
| 15   | Ama Rantal               | FIN Finlândia          | 1204         | 30      | 1256         | 5       | 2460      |
| 16   | Jeannette Goergen        | LUX Luxemburgo         | 1224         | 17      | 1228         | 15      | 2452      |
| 17   | Park Young-Sook          | KOR Coreia do Sul      | 1201         | 31      | 1244         | 10      | 2445      |
| 18   | Wang Jin                 | CHN China              | 1229         | 15      | 1216         | 21      | 2445      |
| 19   | Terene Donovan           | AUS Austrália          | 1222         | 19      | 1220         | 17      | 2442      |
| 20   | Hazel Greene             | IRL Irlanda            | 1221         | 20      | 1219         | 18      | 2440      |
| 21   | Ester Robertson          | ITA Itália             | 1225         | 16      | 1210         | 24      | 2435      |
| 22   | Marie Claire van Stevens | BEL Bélgica            | 1220         | 21      | 1211         | 22      | 2431      |
| 23   | Catherina Floris         | NED Países Baixos      | 1211         | 27      | 1211         | 23      | 2422      |
| 24   | Ann Shurrock             | NZL Nova Zelândia      | 1218         | 23      | 1204         | 27      | 2422      |
| 25   | Linda Kazienko           | CAN Canadá             | 1220         | 22      | 1201         | 29      | 2421      |
| 26   | Ylva Iversson            | SWE Suécia             | 1186         | 34      | 1234         | 14      | 2420      |
| 27   | Vreny Burger             | SUI Suíça              | 1215         | 24      | 1204         | 28      | 2419      |
| 28   | Montserrat Martin        | ESP Espanha            | 1212         | 26      | 1206         | 26      | 2418      |
| 29   | Eileen Robinson          | GBR Grã-Bretanha       | 1198         | 32      | 1210         | 25      | 2408      |
| 30   | Angela Goodall           | GBR Grã-Bretanha       | 1209         | 28      | 1192         | 30      | 2401      |
| 31   | Susan Wilcox             | GBR Grã-Bretanha       | 1231         | 14      | 1167         | 36      | 2398      |
| 32   | Ursula Valenta           | AUT Áustria            | 1215         | 25      | 1180         | 33      | 2395      |
| 33   | Lucile Lemay             | CAN Canadá             | 1205         | 29      | 1174         | 34      | 2379      |
| 34   | Benita Edds              | USA Estados Unidos     | 1174         | 36      | 1192         | 31      | 2366      |
| 35   | Neroli Fairhall          | NZL Nova Zelândia      | 1167         | 38      | 1190         | 32      | 2357      |
| 36   | Wanda Sadegur            | CAN Canadá             | 1177         | 35      | 1172         | 35      | 2349      |
| 37   | Macy Lau                 | HKG Hong Kong          | 1162         | 39      | 1164         | 37      | 2326      |
| 38   | Ascension Guerra         | ESP Espanha            | 1174         | 37      | 1130         | 39      | 2304      |
| 39   | Mary Vaughan             | IRL Irlanda            | 1147         | 40      | 1151         | 38      | 2298      |
| 40   | Raymonda Verlinden       | BEL Bélgica            | 1189         | 33      | 1099         | 42      | 2288      |
| 41   | Joanna Agius             | MLT Malta              | 1138         | 41      | 1102         | 41      | 2240      |
| 42   | Lu Jui Chiung            | TPE Taipé Chinês       | 1114         | 43      | 1112         | 40      | 2226      |
| 43   | Sonam Chuki              | BHU Butão              | 1122         | 42      | 1072         | 44      | 2194      |
| 44   | Rinzi Lham               | BHU Butão              | 1106         | 44      | 1077         | 43      | 2183      |
| 45   | Ng Wing-Na               | HKG Hong Kong          | 1091         | 45      | 1057         | 45      | 2148      |
| 46   | Karma Chhoden            | BHU Butão              | 1048         | 46      | 1038         | 46      | 2086      |
| 47   | Wang-Lau So-Han          | HKG Hong Kong          | 1025         | 47      | 1031         | 47      | 2056      |